# Leandra cornoides
Leandra cornoides là một loài thực vật có hoa trong họ Mua. Loài này được (Schltdl. & Cham.) Cogn. mô tả khoa học đầu tiên năm 1886.